# Al Dexter
Al Dexter, pseudonimo di Clarence Albert Poindexter (Jacksonville, 4 maggio 1905 – Denton, 28 gennaio 1984), è stato un cantante statunitense.

## Biografia
Famoso negli Stati Uniti per il brano musicale Pistol Packin 'Mama, una hit del 1943 passata agli annali come una delle registrazioni più popolari della seconda guerra mondiale. Qualche anno più tardi il brano divenne di nuovo un grande successo cantata da Bing Crosby insieme al celebre girl group statunitense The Andrews Sisters. Al Dexter è ricordato anche come il principale artista che ha contribuito a diffondere lo stile della musica country conosciuto come honky tonk.

## Influenze
Una strofa della canzone Tammurriata nera, scritta nel 1944 da E. A. Mario (musica) ed Edoardo Nicolardi (testo), recita così:
E levate 'a pistuldà uè / e levate 'a pistuldà, /e pisti pakin mama /e levate 'a pistuldà.
Si tratta proprio della napoletanizzazione del ritornello della canzone Pistol Packin' Mama di Al Dexter (che era al vertice delle classifiche USA il 30 ottobre 1943), probabilmente molto popolare tra i soldati americani, giunti a Napoli proprio in quel periodo.
Il testo originale inglese era infatti:Lay that pistol down,/ babe,Lay that pistol down / Pistol packin' mama,/ Lay that pistol down.